# Орехово (Калужская область)
Орехово — деревня в Жуковском районе Калужской области России. Входит в сельское поселение «Деревня Корсаково».

## Физико-географическая характеристика
Находится в северо-восточной части Калужской области, рядом с границей с Московской областью. Стоит на левом берегу Нары примерно в 3 км ниже моста через реку на автодороге А130. Рядом — населённые пункты Никольское, Нижнее, Ольхово

## Население
| 2002 | 2010 |
| ---- | ---- |
| 16   | ↘11  |